# 嫩大脐蜗牛
嫩大脐蜗牛（学名：Aegista tenerrina），是柄眼目扁蜗牛科盾蜗牛属的一种。主要分布于中国大陆，常栖息在较潮湿的灌木丛、草丛中、落叶、石块下、石缝隙中，农田附近的草丛中及公园、寺庙古剎附近阴暗潮湿和多腐殖质的地方。